# Georg Bräunling
Georg Bräunling (* 12. Oktober 1948 in Gelliehausen, Niedersachsen; † 8. November 2023 in Lüneburg, Niedersachsen; vollständiger Name: Georg Julius Willy Bräunling, Geburtsname (bis 27. November 2018): Julius, Georg, Willy Bräunling mit Rufnamen: Willy, Alternativname: Willy Bräunling) war ein deutscher Ingenieur, Hochschullehrer und Fachbuchautor.

## Leben
Bräunling wurde als dritter Sohn von vier Kindern des Rohrnetzingenieurs Willy Bräunling aus Weidenberg und seiner Ehefrau Emilie, geb. Marquardt, einer Modistin aus Eschwege geboren. Er wuchs im Düsseldorfer Stadtteil Derendorf, auf. Seine drei Geschwister verstarben, bevor er 17 Jahre alt war.
Von 1955 bis 1963 besuchte er die Volksschule an der Kalkumer Straße (heute: Elsa-Brandström-Schule) in Düsseldorf-Unterrath. Nach einer Lehre als Maschinenschlosser bei der Losenhausenwerk AG, die er als noch 14-Jähriger begann und mit einem Facharbeiterbrief abschloss, erwarb er ab 1966 auf dem Zweiten Bildungsweg die Hochschulreife. Zwischen 1969 und 1970 leistete Bräunling seinen 18-monatigen Grundwehrdienst. Ab Herbst 1970 studierte er allgemeine Verfahrenstechnik an der Hochschule Düsseldorf. Anschließend, als Stipendiat des damaligen Bundesamtes für Wehrtechnik und Beschaffung, nahm er ab 1973 an der RWTH Aachen das Studium der Luft- und Raumfahrt auf und war im Anschluss daran ab 1978 Baureferendar im Vorbereitungsdienst für eine anschließende Tätigkeit als Bundesbeamter (Deutschland) bei der WTD 61 in Manching.
Noch während dieser Ausbildungszeit wechselte er 1979 nach Göttingen ins DLR, Deutsches Zentrum für Luft- und Raumfahrt (damals noch DFVLR), in die von Ludwig Prandtl 1915 gegründete Aerodynamische Versuchsanstalt (AVA), die älteste Vorgängerorganisation des Deutschen Zentrums für Luft- und Raumfahrt (DLR). Er nahm dort am damaligen Institut für experimentelle Strömungsmechanik unter der Leitung von Hubert Ludwieg und später von  Hans Georg Hornung seine wissenschaftliche Laufbahn auf. Als externer Kandidat promovierte er am 28. Juni 1984 (Rigorosum) mit seinen experimentellen Arbeiten am ehemaligen Institut für Strahlantriebe und Turboarbeitsmaschinen der RWTH Aachen unter der Leitung von Heinz Eckhard Gallus zum Doktor der Ingenieurwissenschaften. Nach dreizehn Jahren in der Forschung wechselte er 1992 an die Hochschule für Angewandte Wissenschaften Hamburg. Als Professor widmete er sich dort der Lehre und dem Schreiben von Fachbüchern über die Themen Flugzeugtriebwerke und Physikalisch-mathematische Grundlagen der Aerodynamik. Zum 1. Februar 2014 wechselte er in den regulären Altersruhestand.

## Werk
Im Rahmen seiner wissenschaftlichen Arbeit befasste sich Bräunling mit der experimentellen Behandlung von transsonischen Strömungen durch rotierende Turbinen-Beschaufelungen und als Projektleiter mit den ersten umfangreichen experimentellen Untersuchungen an einem gegenläufigen, ummantelten Propfan (Counter Rotating Integrated Shrouded Propfan) für Verkehrsflugzeuge in den Windkanälen des DLR. Das letztgenannte Projekt erfolgte in enger Zusammenarbeit mit der Firma MTU Aero Engines in München. Die bei diesen Arbeiten gesammelten Erfahrung und Erkenntnisse fasste er später in drei Fachbüchern zusammen, die in der Summe über 3000 Seiten umfassen: Flugzeugtriebwerke, Handbuch der Luftfahrzeugtechnik – Kapitel 5, Antriebe (Pseudonym: Hauke Onissen), Seiten 444–641 und Handbuch der Aerodynamik – Physikalisch-mathematische Grundlagen.

## Bücher
- Katalog der Deutschen Nationalbibliothek